# Филип Ступаревић
Филип Ступаревић (Београд, 30. августа 2000) српски је фудбалер.

## Статистика

### Клупска
Ажурирано 14. августа 2022.
|                         |          |                  |     |    |   |   |   |   |   |   |     |    |  |  |
| Вождовац                | 2016/17. | Суперлига Србије | 9   | 0  | 0 | 0 | — | — | — | — | 9   | 0  |  |  |
| Вождовац                | 2017/18. | Суперлига Србије | 30  | 2  | 0 | 0 | — | — | — | — | 30  | 2  |  |  |
| Вождовац                | 2018/19. | Суперлига Србије | 30  | 8  | 1 | 0 | — | — | — | — | 31  | 8  |  |  |
| Вождовац                | 2019/20. | Суперлига Србије | 9   | 0  | — | — | — | — | — | — | 9   | 0  |  |  |
| Вождовац                | Укупно   | Укупно           | 78  | 10 | 1 | 0 | — | — | — | — | 79  | 10 |  |  |
|                         |          |                  |     |    |   |   |   |   |   |   |     |    |  |  |
| Прибрам (позајмица)     | 2019/20. | Прва лига Чешке  | 9   | 0  | — | — | — | — | — | — | 9   | 0  |  |  |
|                         |          |                  |     |    |   |   |   |   |   |   |     |    |  |  |
| Вотфорд                 | 2019/20. | Премијер лига    | —   | —  | — | — | — | — | — | — | 0   | 0  |  |  |
| Вотфорд                 | 2020/21. | Чемпионшип       | —   | —  | — | — | — | — | — | — | 0   | 0  |  |  |
| Вотфорд                 | Укупно   | Укупно           | —   | —  | — | — | — | — | — | — | 0   | 0  |  |  |
|                         |          |                  |     |    |   |   |   |   |   |   |     |    |  |  |
| Металац Горњи Милановац | 2021/22. | Суперлига Србије | 27  | 4  | 1 | 1 | — | — | — | — | 28  | 5  |  |  |
|                         |          |                  |     |    |   |   |   |   |   |   |     |    |  |  |
| Каријера                | Каријера | Каријера         | 114 | 14 | 2 | 1 | — | — | — | — | 116 | 15 |  |  |
|                         |          |                  |     |    |   |   |   |   |   |   |     |    |  |  |

### Утакмице у дресу репрезентације
| Репрезентација Србије у узрасту до 15 година старости | Репрезентација Србије у узрасту до 15 година старости | Репрезентација Србије у узрасту до 15 година старости | Репрезентација Србије у узрасту до 15 година старости | Репрезентација Србије у узрасту до 15 година старости | Репрезентација Србије у узрасту до 15 година старости | Репрезентација Србије у узрасту до 15 година старости | Репрезентација Србије у узрасту до 15 година старости | Репрезентација Србије у узрасту до 15 година старости | Репрезентација Србије у узрасту до 15 година старости |
| #                                                     | Датум                                                 | Такмичење                                             | Локација                                              | Домаћин                                               | Резултат                                              | Гост                                                  | Гол                                                   | Реф.                                                  |                                                       |
| ----------------------------------------------------- | ----------------------------------------------------- | ----------------------------------------------------- | ----------------------------------------------------- | ----------------------------------------------------- | ----------------------------------------------------- | ----------------------------------------------------- | ----------------------------------------------------- | ----------------------------------------------------- | ----------------------------------------------------- |
| 1.                                                    | 9. децембар 2014.                                     | Пријатељска утакмица                                  | Стадион под Малим брдом, Петровац                     | Црна Гора                                             | 0 : 2                                                 | Србија                                                | Гол                                                   | [ 16 ]                                                |                                                       |
| 2.                                                    | 11. децембар 2014.                                    | Пријатељска утакмица                                  | Стадион ФК Младост, Подгорица                         | Црна Гора                                             | 1 : 3                                                 | Србија                                                | Гол                                                   | [ 17 ]                                                |                                                       |
| 3.                                                    | 11. фебруар 2015.                                     | Mеђунaрoдни турнир у Aнтaлији                         | Eмирхaн спoрт кoмплекс                                | Србија                                                | 1 : 1                                                 | Холандија                                             |                                                       | [ 18 ]                                                |                                                       |
| 4.                                                    | 12. фебруар 2015.                                     | Mеђунaрoдни турнир у Aнтaлији                         | Eмирхaн спoрт кoмплекс                                | Турска                                                | 3 : 0                                                 | Србија                                                |                                                       | [ 19 ]                                                |                                                       |
| 5.                                                    | 14. фебруар 2015.                                     | Mеђунaрoдни турнир у Aнтaлији                         | Eмирхaн спoрт кoмплекс                                | Србија                                                | 1 : 0                                                 | Аустрија                                              |                                                       | [ 20 ]                                                |                                                       |
| 6.                                                    | 14. април 2015.                                       | Пријатељска утакмица                                  | Кућа фудбала, Стара Пазова                            | Србија                                                | 1 : 1                                                 | Чешка                                                 |                                                       | [ 21 ]                                                |                                                       |
| 6                                                     | Укупан број утакмица и постигнутих погодака           | Укупан број утакмица и постигнутих погодака           | Укупан број утакмица и постигнутих погодака           | Укупан број утакмица и постигнутих погодака           | Укупан број утакмица и постигнутих погодака           | Укупан број утакмица и постигнутих погодака           | 2                                                     |                                                       |                                                       |

| Репрезентација Србије у узрасту до 16 година старости | Репрезентација Србије у узрасту до 16 година старости | Репрезентација Србије у узрасту до 16 година старости | Репрезентација Србије у узрасту до 16 година старости | Репрезентација Србије у узрасту до 16 година старости | Репрезентација Србије у узрасту до 16 година старости | Репрезентација Србије у узрасту до 16 година старости | Репрезентација Србије у узрасту до 16 година старости | Репрезентација Србије у узрасту до 16 година старости | Репрезентација Србије у узрасту до 16 година старости |
| #                                                     | Датум                                                 | Такмичење                                             | Локација                                              | Домаћин                                               | Резултат                                              | Гост                                                  | Гол                                                   | Реф.                                                  |                                                       |
| ----------------------------------------------------- | ----------------------------------------------------- | ----------------------------------------------------- | ----------------------------------------------------- | ----------------------------------------------------- | ----------------------------------------------------- | ----------------------------------------------------- | ----------------------------------------------------- | ----------------------------------------------------- | ----------------------------------------------------- |
| 1.                                                    | 27. октобар 2015.                                     | Пријатељска утакмица                                  | Бидгошч                                               | Пољска                                                | 1 : 2                                                 | Србија                                                |                                                       | [ 28 ]                                                |                                                       |
| 2.                                                    | 16. новембар 2015.                                    | Турнир пријатељства                                   | Тренинг центар Петар Милошевски, Скопље               | Северна Македонија                                    | 3 : 1                                                 | Србија                                                |                                                       | [ 29 ]                                                |                                                       |
| 3.                                                    | 18. новембар 2015.                                    | Турнир пријатељства                                   | Тренинг центар Петар Милошевски, Скопље               | Србија                                                | 0 : 3                                                 | Италија                                               |                                                       | [ 30 ]                                                |                                                       |
| 4.                                                    | 9. март 2016.                                         | Развојни турнир УЕФА                                  | Кућа фудбала, Стара Пазова                            | Србија                                                | 1 : 1                                                 | Израел                                                |                                                       | [ 31 ]                                                |                                                       |
| 5.                                                    | 11. март 2016.                                        | Развојни турнир УЕФА                                  | Кућа фудбала, Стара Пазова                            | Србија                                                | 1 : 2                                                 | Шкотска                                               |                                                       | [ 32 ]                                                |                                                       |
| 6.                                                    | 13. март 2016.                                        | Развојни турнир УЕФА                                  | Кућа фудбала, Стара Пазова                            | Србија                                                | 4 : 0                                                 | Молдавија                                             | Гол                                                   | [ 33 ]                                                |                                                       |
| 7.                                                    | 12. мај 2016.                                         | Турнир „Виктор Бањиков“                               | Стaдин Мелњук, Кијев                                  | Србија                                                | 1 : 0                                                 | Бугарска                                              |                                                       | [ 34 ]                                                |                                                       |
| 8.                                                    | 14. мај 2016.                                         | Турнир „Виктор Бањиков“                               | Стaдин Мелники                                        | Украјина                                              | 0 : 1                                                 | Србија                                                | Гол                                                   | [ 35 ]                                                |                                                       |
| 9.                                                    | 15. мај 2016.                                         | Турнир „Виктор Бањиков“                               | Стaдиoн Бaњикoв                                       | Србија                                                | 4 : 2                                                 | Летонија                                              | Гол                                                   | [ 36 ]                                                |                                                       |
| 10.                                                   | 9. јун 2016.                                          | Меморијални турнир „Миљан Миљанић”                    | Стадион Чукаричког, Баново Брдо                       | Србија                                                | 0 : 1                                                 | Словенија                                             |                                                       | [ 37 ]                                                |                                                       |
| 11.                                                   | 10. јун 2016.                                         | Меморијални турнир „Миљан Миљанић”                    | Стадион Чукаричког, Баново Брдо                       | Србија                                                | 4 : 0                                                 | Црна Гора                                             |                                                       | [ 38 ]                                                |                                                       |
| 12.                                                   | 12. јун 2016.                                         | Меморијални турнир „Миљан Миљанић”                    | Стадион Чукаричког, Баново Брдо                       | Србија                                                | 1 : 3                                                 | Хрватска                                              | Гол                                                   | [ 39 ]                                                |                                                       |
| 12                                                    | Укупан број утакмица и постигнутих погодака           | Укупан број утакмица и постигнутих погодака           | Укупан број утакмица и постигнутих погодака           | Укупан број утакмица и постигнутих погодака           | Укупан број утакмица и постигнутих погодака           | Укупан број утакмица и постигнутих погодака           | 4                                                     | [ 40 ]                                                |                                                       |

| Репрезентација Србије у узрасту до 17 година старости | Репрезентација Србије у узрасту до 17 година старости | Репрезентација Србије у узрасту до 17 година старости | Репрезентација Србије у узрасту до 17 година старости | Репрезентација Србије у узрасту до 17 година старости | Репрезентација Србије у узрасту до 17 година старости | Репрезентација Србије у узрасту до 17 година старости | Репрезентација Србије у узрасту до 17 година старости | Репрезентација Србије у узрасту до 17 година старости | Репрезентација Србије у узрасту до 17 година старости |
| #                                                     | Датум                                                 | Такмичење                                             | Локација                                              | Домаћин                                               | Резултат                                              | Гост                                                  | Гол                                                   | Реф.                                                  |                                                       |
| ----------------------------------------------------- | ----------------------------------------------------- | ----------------------------------------------------- | ----------------------------------------------------- | ----------------------------------------------------- | ----------------------------------------------------- | ----------------------------------------------------- | ----------------------------------------------------- | ----------------------------------------------------- | ----------------------------------------------------- |
| 1.                                                    | 16. фебруар 2016.                                     | Пријатељска утакмица                                  | Градски стадион, Манцано                              | Италија                                               | 3 : 1                                                 | Србија                                                |                                                       | [ 41 ]                                                |                                                       |
| 2.                                                    | 18. фебруар 2016.                                     | Пријатељска утакмица                                  | Градски стадион, Манцано                              | Италија                                               | 4 : 2                                                 | Србија                                                |                                                       | [ 42 ]                                                |                                                       |
| 3.                                                    | 30. јул 2016.                                         | Међународни турнир „Рацкеве”                          | Градски стадион, Српски Ковин                         | Чешка                                                 | 1 : 0                                                 | Србија                                                |                                                       | [ 43 ]                                                |                                                       |
| 4.                                                    | 1. август 2016.                                       | Међународни турнир „Рацкеве”                          | Градски стадион, Српски Ковин                         | Србија                                                | 1 : 2                                                 | Шкотска                                               |                                                       | [ 44 ]                                                |                                                       |
| 5.                                                    | 30. јул 2016.                                         | Међународни турнир „Рацкеве”                          | Градски стадион, Српски Ковин                         | Мађарска                                              | 2 : 0                                                 | Србија                                                |                                                       | [ 45 ]                                                |                                                       |
| 6.                                                    | 20. септембар 2016.                                   | Пријатељска утакмица                                  | Кућа фудбала, Стара Пазова                            | Србија                                                | 6 : 2                                                 | Белорусија                                            | Гол · Гол                                             | [ 46 ]                                                |                                                       |
| 7.                                                    | 20. септембар 2016.                                   | Пријатељска утакмица                                  | Кућа фудбала, Стара Пазова                            | Србија                                                | 1 : 0                                                 | Белорусија                                            |                                                       | [ 47 ]                                                |                                                       |
| 8.                                                    | 26. октобар 2016.                                     | Квалификације за Европско првенство                   | Стадион Бруно Бући, Руси                              | Србија                                                | 3 : 1                                                 | Северна Македонија                                    | Гол · Гол                                             | [ 48 ]                                                |                                                       |
| 9.                                                    | 28. октобар 2016.                                     | Квалификације за Европско првенство                   | Стадион Бруно Бући, Руси                              | Србија                                                | 2 : 0                                                 | Албанија                                              |                                                       | [ 49 ]                                                |                                                       |
| 10.                                                   | 31. октобар 2016.                                     | Квалификације за Европско првенство                   | Стадион Бруно Бенели, Равена                          | Италија                                               | 2 : 0                                                 | Србија                                                |                                                       | [ 50 ]                                                |                                                       |
| 11.                                                   | 2. март 2017.                                         | Пријатељска утакмица                                  | Етно село Станишићи                                   | Босна и Херцеговина                                   | 1 : 1                                                 | Србија                                                |                                                       | [ 51 ]                                                |                                                       |
| 12.                                                   | 17. март 2017.                                        | Квалификације за Европско првенство                   | Капилов Парк, Гринок                                  | Србија                                                | 2 : 1                                                 | Швајцарска                                            | Гол                                                   | [ 52 ]                                                |                                                       |
| 13.                                                   | 19. март 2017.                                        | Квалификације за Европско првенство                   | Сент Мирен Парк, Пејсли                               | Шкотска                                               | 1 : 0                                                 | Србија                                                |                                                       | [ 53 ]                                                |                                                       |
| 14.                                                   | 22. март 2017.                                        | Квалификације за Европско првенство                   | Капилов Парк, Гринок                                  | Црна Гора                                             | 0 : 1                                                 | Србија                                                | Гол                                                   | [ 54 ]                                                |                                                       |
| 15.                                                   | 27. април 2017.                                       | Пријатељска утакмица                                  | Кућа фудбала, Стара Пазова                            | Србија                                                | 5 : 1                                                 | Украјина                                              | Гол · Гол                                             | [ 55 ]                                                |                                                       |
| 16.                                                   | 4. мај 2017.                                          | Европско првенство                                    | Стадион Поморца, Кострена                             | Србија                                                | 1 : 0                                                 | Република Ирска                                       |                                                       | [ 56 ]                                                |                                                       |
| 17.                                                   | 7. мај 2017.                                          | Европско првенство                                    | Стадион Поморца, Кострена                             | Србија                                                | 1 : 3                                                 | Немачка                                               | Гол                                                   | [ 57 ]                                                |                                                       |
| 18.                                                   | 10. мај 2017.                                         | Европско првенство                                    | Стадион Поморца, Кострена                             | Босна и Херцеговина                                   | 1 : 0                                                 | Србија                                                |                                                       | [ 58 ]                                                |                                                       |
| 19.                                                   | 7. јун 2017.                                          | Пријатељска утакмица                                  | Стадион у Капошвару                                   | Србија                                                | 0 : 0                                                 | Индија                                                |                                                       | [ 59 ]                                                |                                                       |
| 19                                                    | Укупан број утакмица и постигнутих погодака           | Укупан број утакмица и постигнутих погодака           | Укупан број утакмица и постигнутих погодака           | Укупан број утакмица и постигнутих погодака           | Укупан број утакмица и постигнутих погодака           | Укупан број утакмица и постигнутих погодака           | 9                                                     |                                                       |                                                       |

| Репрезентација Србије у узрасту до 19 година старости | Репрезентација Србије у узрасту до 19 година старости | Репрезентација Србије у узрасту до 19 година старости | Репрезентација Србије у узрасту до 19 година старости | Репрезентација Србије у узрасту до 19 година старости | Репрезентација Србије у узрасту до 19 година старости | Репрезентација Србије у узрасту до 19 година старости | Репрезентација Србије у узрасту до 19 година старости | Репрезентација Србије у узрасту до 19 година старости | Репрезентација Србије у узрасту до 19 година старости |
| #                                                     | Датум                                                 | Такмичење                                             | Локација                                              | Домаћин                                               | Резултат                                              | Гост                                                  | Гол                                                   | Реф.                                                  |                                                       |
| ----------------------------------------------------- | ----------------------------------------------------- | ----------------------------------------------------- | ----------------------------------------------------- | ----------------------------------------------------- | ----------------------------------------------------- | ----------------------------------------------------- | ----------------------------------------------------- | ----------------------------------------------------- | ----------------------------------------------------- |
| 1.                                                    | 13. новембар 2017.                                    | Пријатељска утакмица                                  | Кућа фудбала, Стара Пазова                            | Србија                                                | 0 : 2                                                 | Холандија                                             |                                                       | [ 60 ]                                                |                                                       |
| 2.                                                    | 21. март 2018.                                        | Квалификације за Европско првенство                   | Стадион Илие Оана, Плоешти                            | Румунија                                              | 4 : 0                                                 | Србија                                                |                                                       | [ 61 ]                                                |                                                       |
| 3.                                                    | 24. март 2018.                                        | Квалификације за Европско првенство                   | Стадион Илие Оана, Плоешти                            | Србија                                                | 1 : 2                                                 | Украјина                                              |                                                       | [ 62 ]                                                |                                                       |
| 4.                                                    | 11. октобар 2018.                                     | Пријатељска утакмица                                  | Кућа фудбала, Стара Пазова                            | Србија                                                | 0 : 0                                                 | Русија                                                |                                                       | [ 63 ]                                                |                                                       |
| 5.                                                    | 13. октобар 2018.                                     | Пријатељска утакмица                                  | Кућа фудбала, Стара Пазова                            | Србија                                                | 0 : 3                                                 | Русија                                                |                                                       | [ 64 ]                                                |                                                       |
| 6.                                                    | 14. новембар 2018.                                    | Квалификације за Европско првенство                   | Стадион Стангмор Парк, Дунганон                       | Србија                                                | 2 : 2                                                 | Казахстан                                             |                                                       | [ 65 ]                                                |                                                       |
| 7.                                                    | 17. новембар 2018.                                    | Квалификације за Европско првенство                   | Стадион Овал, Белфаст                                 | Северна Ирска                                         | 1 : 3                                                 | Србија                                                |                                                       | [ 66 ]                                                |                                                       |
| 8.                                                    | 20. март 2019.                                        | Квалификације за Европско првенство                   | Стадион у Калдијеру                                   | Украјина                                              | 2 : 2                                                 | Србија                                                |                                                       | [ 67 ]                                                |                                                       |
| 8                                                     | Укупан број утакмица и постигнутих погодака           | Укупан број утакмица и постигнутих погодака           | Укупан број утакмица и постигнутих погодака           | Укупан број утакмица и постигнутих погодака           | Укупан број утакмица и постигнутих погодака           | Укупан број утакмица и постигнутих погодака           | Укупан број утакмица и постигнутих погодака           | 0                                                     |                                                       |

| Репрезентација Србије у узрасту до 21 године старости | Репрезентација Србије у узрасту до 21 године старости                    | Репрезентација Србије у узрасту до 21 године старости                    | Репрезентација Србије у узрасту до 21 године старости                    | Репрезентација Србије у узрасту до 21 године старости                    | Репрезентација Србије у узрасту до 21 године старости                    | Репрезентација Србије у узрасту до 21 године старости                    | Репрезентација Србије у узрасту до 21 године старости | Репрезентација Србије у узрасту до 21 године старости | Репрезентација Србије у узрасту до 21 године старости |
| #                                                     | Датум                                                                    | Такмичење                                                                | Локација                                                                 | Домаћин                                                                  | Резултат                                                                 | Гост                                                                     | Гол                                                   | Реф.                                                  |                                                       |
| ----------------------------------------------------- | ------------------------------------------------------------------------ | ------------------------------------------------------------------------ | ------------------------------------------------------------------------ | ------------------------------------------------------------------------ | ------------------------------------------------------------------------ | ------------------------------------------------------------------------ | ----------------------------------------------------- | ----------------------------------------------------- | ----------------------------------------------------- |
| 1.                                                    | 7. септембар 2018.                                                       | Квалификације за Европско првенство                                      | Стадион Карађорђе, Нови Сад                                              | Србија                                                                   | 2 : 1                                                                    | Северна Македонија                                                       |                                                       | [ 68 ]                                                |                                                       |
| 2.                                                    | 10. септембар 2019.                                                      | Квалификације за Европско првенство                                      | Стадион Карађорђе, Нови Сад                                              | Србија                                                                   | 1 : 1                                                                    | Летонија                                                                 |                                                       | [ 69 ]                                                |                                                       |
| 3.                                                    | 11. октобар 2019.                                                        | Квалификације за Европско првенство                                      | Стадион Славије, Софија                                                  | Бугарска                                                                 | 0 : 1                                                                    | Србија                                                                   | Гол                                                   | [ 70 ]                                                |                                                       |
| 4.                                                    | 15. октобар 2019.                                                        | Квалификације за Европско првенство                                      | Стадион Виђева, Лођ                                                      | Пољска                                                                   | 1 : 0                                                                    | Србија                                                                   |                                                       | [ 71 ]                                                |                                                       |
| 5.                                                    | 15. новембар 2019.                                                       | Квалификације за Европско првенство                                      | Стадион Чаир, Ниш                                                        | Србија                                                                   | 6 : 0                                                                    | Естонија                                                                 |                                                       | [ 72 ]                                                |                                                       |
| 6.                                                    | 19. новембар 2019.                                                       | Квалификације за Европско првенство                                      | Стадион Чаир, Ниш                                                        | Србија                                                                   | 0 : 2                                                                    | Русија                                                                   |                                                       | [ 73 ]                                                |                                                       |
| 7.                                                    | 4. септембар 2020.                                                       | Квалификације за Европско првенство                                      | Олимпијски центар Земгалес, Јелгава                                      | Летонија                                                                 | 2 : 2                                                                    | Србија                                                                   |                                                       | [ 74 ]                                                |                                                       |
| 8.                                                    | 8. септембар 2020.                                                       | Квалификације за Европско првенство                                      | Стадион Металца, Горњи Милановац                                         | Србија                                                                   | 1 : 2                                                                    | Бугарска                                                                 |                                                       | [ 75 ]                                                |                                                       |
| 9.                                                    | 9. октобар 2020.                                                         | Квалификације за Европско првенство                                      | Стадион Металца, Горњи Милановац                                         | Србија                                                                   | 1 : 0                                                                    | Пољска                                                                   |                                                       | [ 76 ]                                                |                                                       |
| 10.                                                   | 7. октобар 2021.                                                         | Квалификације за Европско првенство                                      | Фудбалска академија, Јереван                                             | Јерменија                                                                | 1 : 4                                                                    | Србија                                                                   |                                                       | [ 77 ]                                                |                                                       |
| 11.                                                   | 12. октобар 2021.                                                        | Квалификације за Европско првенство                                      | Стадион Партизана, Београд                                               | Србија                                                                   | 0 : 3                                                                    | Француска                                                                |                                                       | [ 78 ]                                                |                                                       |
| 12.                                                   | 12. новембар 2021.                                                       | Квалификације за Европско првенство                                      | Стадион Карађорђе, Нови Сад                                              | Србија                                                                   | 0 : 0                                                                    | Фарска Острва                                                            |                                                       | [ 79 ]                                                |                                                       |
| 13.                                                   | 16. новембар 2021.                                                       | Квалификације за Европско првенство                                      | Арена Лавов, Лавов                                                       | Украјина                                                                 | 2 : 1                                                                    | Србија                                                                   |                                                       | [ 80 ]                                                |                                                       |
| 13                                                    | Укупан број утакмица, постигнутих погодака и минута проведених на терену | Укупан број утакмица, постигнутих погодака и минута проведених на терену | Укупан број утакмица, постигнутих погодака и минута проведених на терену | Укупан број утакмица, постигнутих погодака и минута проведених на терену | Укупан број утакмица, постигнутих погодака и минута проведених на терену | Укупан број утакмица, постигнутих погодака и минута проведених на терену | 1                                                     |                                                       |                                                       |

| Репрезентација Србије у узрасту до 23 године старости | Репрезентација Србије у узрасту до 23 године старости                    | Репрезентација Србије у узрасту до 23 године старости                    | Репрезентација Србије у узрасту до 23 године старости                    | Репрезентација Србије у узрасту до 23 године старости                    | Репрезентација Србије у узрасту до 23 године старости                    | Репрезентација Србије у узрасту до 23 године старости                    | Репрезентација Србије у узрасту до 23 године старости | Репрезентација Србије у узрасту до 23 године старости | Репрезентација Србије у узрасту до 23 године старости |
| #                                                     | Датум                                                                    | Такмичење                                                                | Локација                                                                 | Домаћин                                                                  | Резултат                                                                 | Гост                                                                     | Гол                                                   | Реф.                                                  |                                                       |
| ----------------------------------------------------- | ------------------------------------------------------------------------ | ------------------------------------------------------------------------ | ------------------------------------------------------------------------ | ------------------------------------------------------------------------ | ------------------------------------------------------------------------ | ------------------------------------------------------------------------ | ----------------------------------------------------- | ----------------------------------------------------- | ----------------------------------------------------- |
| 1.                                                    | 15. октобар 2018.                                                        | Пријатељска утакмица                                                     | Кућа фудбала, Стара Пазова                                               | Србија                                                                   | 2 : 4                                                                    | Француска                                                                |                                                       | [ 81 ]                                                |                                                       |
| 1                                                     | Укупан број утакмица, постигнутих погодака и минута проведених на терену | Укупан број утакмица, постигнутих погодака и минута проведених на терену | Укупан број утакмица, постигнутих погодака и минута проведених на терену | Укупан број утакмица, постигнутих погодака и минута проведених на терену | Укупан број утакмица, постигнутих погодака и минута проведених на терену | Укупан број утакмица, постигнутих погодака и минута проведених на терену | 0                                                     |                                                       |                                                       |